# 營業距離
營業距離，又稱營業里程，指铁路、轨道交通、公共汽车等公共交通计算公里运价的单位，是计算公共交通票价时使用的距离，通常与实际的物理距离并不相同，复线、站线、岔线等不计算运费的线路不计算营业公里数。